# Lojze Rozman
Lojze Rozman född 2 juni 1930 i Celje i Jugoslavien, död 5 maj 1997 i Ljubljana i Slovenien var en slovensk skådespelare som 1952 tog sin examen vid AGRFT - Akademija za gledališče, radio, film in televizijo   i Ljubljana och blev därefter medlem i Ljubljana Drama fram till sin pensionering och medverkade i radio, TV-serier, filmer och teater fram till sin död. 
Lojze Rozmans levnadstid inom skådespeleriet var då Slovenien låg under den federala unionen Jugoslavien och när Slovenien var självständigt.
Filmen ekspres, ekpres från 1996 fick sin officiella utgivning efter Lojze Rozmans död. 

## Filmografi
| Årtal | Titel                         | Land                                            | Språk                           | Genre                                | Regissör                                                                         | Producent Produktion                                                                                     |  |
| ----- | ----------------------------- | ----------------------------------------------- | ------------------------------- | ------------------------------------ | -------------------------------------------------------------------------------- | --- |  |
| 1952  | Svet na kajžarju              | Socialistiska federativa republiken Jugoslavien | slovenska                       | krig novell                          | France Štiglic                                                                   | Triglav Film (Ljubljana)                                                                                 |  |
| 1955  | Tri zgodbe                    | Socialistiska federativa republiken Jugoslavien | slovenska                       | drama                                | Jane Kavčič France Kosmač Igor Pretnar                                           | Triglav Film (Ljubljana)                                                                                 |  |
| 1955  | Trenutki odločitve            | Socialistiska federativa republiken Jugoslavien | slovenska                       | drama baserad på en bok              | František Čap                                                                    | Triglav Film (Ljubljana)                                                                                 |  |
| 1959  | Pet minuta raja               | Socialistiska federativa republiken Jugoslavien | tyska slovenska serbo-kroatiska | krig                                 | Igor Pretnar                                                                     | Bosna Film                                                                                               |  |
| 1960  | Akcija                        | Socialistiska federativa republiken Jugoslavien | slovenska                       | action krig                          | Jane Kavčič                                                                      | Triglav Film (Ljubljana)                                                                                 |  |
| 1960  | Veselica                      | Socialistiska federativa republiken Jugoslavien | abkhazian                       | novell                               | Jože Babič                                                                       | Triglav Film (Ljubljana)                                                                                 |  |
| 1961  | Balada o trobenti in oblaku   | Socialistiska federativa republiken Jugoslavien | slovenska                       | novell                               | France Štiglic                                                                   | Triglav Film (Ljubljana)                                                                                 |  |
| 1962  | Minuta za umor                | Socialistiska federativa republiken Jugoslavien | slovenska                       | drama                                | Jane Kavčič                                                                      | Viba Film (Ljubljana)                                                                                    |  |
| 1962  | Tistega lepega dne            | Socialistiska federativa republiken Jugoslavien | slovenska                       | komedi                               | France Štiglic                                                                   | Viba Film (Ljubljana)                                                                                    |  |
| 1963  | Samorastniki                  | Socialistiska federativa republiken Jugoslavien | slovenska                       | drama                                | Igor Pretnar                                                                     | Triglav Film (Ljubljana)                                                                                 |  |
| 1964  | Zarota                        | Socialistiska federativa republiken Jugoslavien | slovenska                       | novell                               | Franci Križaj                                                                    | Viba Film (Ljubljana)                                                                                    |  |
| 1964  | Ne joči, Peter                | Socialistiska federativa republiken Jugoslavien | slovenska                       | krig äventyr                         | France Štiglic                                                                   | Viba Film (Ljubljana)                                                                                    |  |
| 1966  | Amandus                       | Socialistiska federativa republiken Jugoslavien | slovenska                       | drama historia novell                | France Štiglic                                                                   | Viba Film (Ljubljana)                                                                                    |  |
| 1967  | Grajski biki                  | Socialistiska federativa republiken Jugoslavien | slovenska                       | drama baserad på bok                 | Jože Pogačnik                                                                    | Viba Film (Ljubljana)                                                                                    |  |
| 1967  | Nevidni bataljon              | Socialistiska federativa republiken Jugoslavien | slovenska                       | krig                                 | Jane Kavčič                                                                      | Viba Film (Ljubljana)                                                                                    |  |
| 1967  | Zgodba ki je ni               | Socialistiska federativa republiken Jugoslavien | slovenska                       | drama                                | Matjaž Klopčič                                                                   | Viba Film (Ljubljana)                                                                                    |  |
| 1969  | Bitka na Neretvi              | Socialistiska federativa republiken Jugoslavien | slovenska                       | drama krig                           | Veljko Bulajic                                                                   | United Yugoslavia Producers Eichberg-Film (co-production) International Film Company Igor Fi Jadran Film |  |
| 1969- | Bratovščina Sinjega galeba    | Socialistiska federativa republiken Jugoslavien | slovenska                       | TV-serie Äventyr                     | France Štiglic                                                                   | finnes ej                                                                                                |  |
| 1971  | Temni hrast                   | Socialistiska federativa republiken Jugoslavien | slovenska                       | TV-film Drama                        | Janez Drozg                                                                      | Televizija Ljubljana                                                                                     |  |
| 1975  | Seljacka buna 1573            | Socialistiska federativa republiken Jugoslavien | serbiska kroatiska              | drama historia krig                  | Vatroslav Mimica                                                                 | Croatia Film Jadran Film                                                                                 |  |
| 1977- | Marija                        | Socialistiska federativa republiken Jugoslavien | serbo-kroatiska                 | TV-serie                             | Stipe Delic                                                                      | finnes ej                                                                                                |  |
| 1978  | Praznovanje pomladi           | Socialistiska federativa republiken Jugoslavien | slovenska                       | drama                                | France Stiglič                                                                   | Viba Film (Ljubljana)                                                                                    |  |
| 1979- | Anno domini 1573              | Socialistiska federativa republiken Jugoslavien | slovenska                       | TV-serie drama historia              | Vatroslav Mimica                                                                 | Jadran Film Televizija Zagreb                                                                            |  |
| 1980  | Tajna Nikole Tesle            | Socialistiska federativa republiken Jugoslavien | engelska serbo-kroatiska        | biografi drama                       | Krsto Papic                                                                      | Zagreb Film                                                                                              |  |
| 1982- | Nepokoreni grad               | Socialistiska federativa republiken Jugoslavien | serbo-kroatiska                 | TV-serie drama krig (flera säsonger) | Eduard Galic Vanca Kljakovic Zoran Tadic Zeljko Bilec Stipe Delic Ljiljana Jojic | Televizija Zagreb                                                                                        |  |
| 1983  | Dih                           | Socialistiska federativa republiken Jugoslavien | slovenska                       | drama                                | Božo Šprajc                                                                      | Viba Film (Ljubljana)                                                                                    |  |
| 1984  | Veselo gostivanje             | Socialistiska federativa republiken Jugoslavien | slovenska                       |                                      | France Stiglič                                                                   | Viba Film (Ljubljana)                                                                                    |  |
| 1987  | Ljubezen nam je vsem v pogubo | Socialistiska federativa republiken Jugoslavien | slovenska                       |                                      | Jože Gale                                                                        | RTV Ljubljana Viba Film                                                                                  |  |
| 1989  | Nekdo drug                    | Socialistiska federativa republiken Jugoslavien | slovenska                       | drama                                | Boštjan Vrhovec                                                                  | Studio 37 (Ljubljana)                                                                                    |  |
| 1990  | Do konca in naprej            | Socialistiska federativa republiken Jugoslavien | slovenska                       | drama                                | Jure Pervanje                                                                    | Studio 37 Viba Film (Ljubljana)                                                                          |  |
| 1992  | Zdravljica                    | Slovenien                                       | slovenska                       | TV Film drama                        | Damjan Kozole                                                                    | E-motion Film                                                                                            |  |
| 1995  | Carmen                        | Slovenien                                       | slovenska                       |                                      | Metod Pevec                                                                      | Vertigo/Emotionfilm E-motion Film RTV Slovenija                                                          |  |
| 1995  | Striptih                      | Slovenien                                       | slovenska                       | TV-film                              | Filip Robar-Dorin                                                                | Filmal-Pro TV Sovenija                                                                                   |  |
| 1995  | Radio.doc                     | Österrike · Slovenien                           | tyska slovenska                 | TV-film drama                        | Miran Zupanic                                                                    | RTV Slovenija Österreichischer Rundfunk (ORF)                                                            |  |
| 1995  | Rabljeva freska               | Slovenien                                       | slovenska                       | skräck mysterium thriller            | Anton Tomasic                                                                    | RTV Slovenija Timaro                                                                                     |  |
| 1998  | Ekspres, Ekspres              | Slovenien                                       | slovenska                       |                                      | Igor Sterk                                                                       | A.A.C. Production RTV Slovenija                                                                          |  |